# Oskar Haidinger
Oskar Haidinger (* 29. März 1908 in Fürstenberg (Oder); † 10. März 1987) war ein deutscher Jurist und Bundesrichter.

## Leben
Haidinger absolvierte ein Studium der Rechtswissenschaft und wurde an der Universität Göttingen  mit der 1931 erschienenen Dissertation Das Anwendungsgebiet des § 279 BGB, insbesondere bei den sogenannten Anschaffungsschulden und den obligationes faciendi zum Dr. jur. promoviert. Nach dem zweiten Staatsexamen und der Zeit als Gerichtsassessor wurde er schließlich Landgerichtsrat in Berlin.
Nach Beginn des Zweiten Weltkrieges war er im deutsch besetzten Polen ab Mitte November 1939 als Landgerichtsrat in Łódź eingesetzt, das durch die deutschen Besatzer in Litzmannstadt umbenannt wurde. Dort wurde er 1941 zum Landgerichtsdirektor befördert. Zeitweilig war er in Litzmannstadt auch als Beisitzer am Sondergericht I tätig, wo er an politisch motivierten Strafurteilen mitwirkte. Anfang Mai 1942 stellte er einen Antrag auf Aufnahme in die NSDAP. Es ist nicht gesichert, ob er letztlich Parteimitglied wurde. Eigenen Angaben zufolge leistete er kurz darauf als Soldat Kriegsdienst.
Nach Kriegsende wirkte er am Landgericht Hamburg. Von 1950 bis 1976 war er Bundesrichter am Bundesgerichtshof in Karlsruhe, wo er ab 1961 Senatspräsident beziehungsweise ab 1972 Vorsitzender Richter beim VIII. Zivilsenat war.
Haidinger ist mutmaßlicher Verfasser der knapp fünfzigseitigen antisemitischen Chronik des Land- und Amtsgerichts Litzmannstadt, in der es unter anderem heißt: „Hier sahen wir nun zum ersten Male den Ostjuden in seiner ganzen abstoßenden Scheußlichkeit und Verkommenheit.“ Diese Chronik schließt mit dem maschinengeschriebenen Vermerk: „Abgeschlossen am 10. Februar 1942, Dr. Haidinger, Landgerichtsdirektor“. Der Chefpräsident des BGH Robert Fischer befragte Haidinger im September 1971 zur Autorenschaft der wieder aufgetauchten Chronik, die dieser jedoch bestritt. Trotz gegenteiliger Beteuerungen wurde Haidinger jedoch nachgewiesen, dass er  als Beisitzer am Sondergericht zumindest zweimal an Strafurteilen mitwirkte. Der Spiegel berichtete über diesen Vorgang in den Ausgaben 40 und 46 des Jahres 1971.
Haidinger ist im Braunbuch der DDR vermerkt.